# 성윤갑
성윤갑(成允甲, 1949년 9월 10일 ~ , 경북 청도)은 대한민국의 세무공무원이다.

## 학력
- 고려대학교 사학 학사
- 동국대학교 대학원 철학 석사
- 건국대학교 대학원 국제무역학 박사

## 경력
- 1975년 : 행정고등고시 합격
- 1975년 : 부산세관 사무관
- 1986년 : 관세청 환급과장
- 1995년 : 관세청 총무과장
- 1999년 : 관세청 기획관리관
- 2001년 : 인천세관장
- 2001년 : 관세청 심사정책국장
- 2002년 : 부산세관장
- 2003년 : 관세청 차장
- 2005년 : 관세청장

## 참고
| 전임 박상태 | 제14대 관세청 차장 2003년 4월 29일 ~ 2005년 6월 1일 | 후임 박진헌 |

| 전임 김용덕 | 제21대 관세청장 2005년 5월 27일 ~ 2008년 3월 6일 | 후임 허용석 |